# Fouad Mebazaâ
Fouad Mebazaâ (em árabe: فؤاد المبزع  ; Tubos, 16 de junho de 1933 – 23 de abril de 2025) foi um político tunisiano e foi presidente da Tunísia, de 14 de janeiro a 13 de dezembro de 2011. Ele assumiu a Presidência após os grandes protestos que forçaram o exílio do presidente Zine el-Abidine Ben Ali. Mebazaâ foi também presidente da Câmara dos Deputados da Tunísia, de 1991 até 2011, e também já ocupou os cargos de ministro da Juventude e Esportes (1973–78, indicado por Habib Bourguiba), ministro da Saúde Pública (1978–79) e ministro da Cultura e Informação (1979–81). 
Ele foi prefeito de Túnis, sua cidade-natal, de 1969 a 1973, embaixador junto às Nações Unidas, de 1981 a 1986, embaixador no Marrocos, de 1986 a 1987, e novamente ministro do Esporte, por menos de um mês, em 1987. Mebazaâ foi também prefeito de Cartago, de 1995 a 1998. Ele é membro do Parlamento tunisiano desde 1964.
Mebazaâ graduou-se em Direito e Ciências Políticas em Paris.

## Biografia
Nascido durante a ocupação francesa da Tunísia, Mebazaa tornou-se um membro da "Juventude Constitucional" em 1947, do recém-fundado partido Neo-Destour, que foi extremamente importante na obtenção da independência da Tunísia. Ele foi eleito Secretário General do ramo regional do partido em La Marsa, em 1955, e presidente de sua unidade em Montpellier em 1956, ano em que a Tunísia conseguiu sua separação formal da França.
Mebazaa foi advogado e economista formado em Paris, França. Sua carreira política começou em 1961, quando foi nomeado adjunto do Gabinete do Secretário de Estado para a Saúde e Assuntos Sociais; entre 1962 e 1964 foi chefe do Estado-Maior da Secretaria de Estado da Agricultura e entre o ano passado e 1965 foi Diretor de Juventude e Esporte.
Em 1964 ele também foi eleito pela primeira vez para o Parlamento da Tunísia; ele seria eleito várias vezes mais e, no total, foi deputado (paralelo aos seus outros cargos públicos) entre 1964 e 1965, entre 1974 e 1981 e entre 1995 e 2011.
Mebazaa foi Diretor de Segurança Nacional de 1965 a 1967 e novamente Diretor de Juventude e Esportes de 1967 a 1969; De 1969 a 1973 foi prefeito-governador da cidade da Tunísia. Ministro da Juventude e Desportos entre 1973 e 1978, Ministro da Saúde Pública de 1978 a 1979, e Ministro da Cultura e Informação de 1979 a 1981. Também Embaixador Representante Permanente da Tunísia nas Nações Unidas em Genebra de 1981 a 1986; Embaixador em Marrocos de 1986 a 1987, e novamente Ministro da Juventude e Desportos de 1987 a 1988. Desde 1997 Mebazaa foi presidente da Câmara dos Deputados da Tunísia.
Desde 1988, Mebazaa também era membro do Comitê Central do Partido Rassemblement Constitutionel Démocratique, e desde 1997 é membro do Bureau Político daquela organização que tem sido praticamente um único partido no país.

## Morte
Mebazaâ morreu no dia 23 de abril de 2025 aos 91 anos.